# Урочище Солониця
Уро́чище Соло́ниця — ландшафтний заказник місцевого значення в Україні. Розташований у межах Львівського району Львівської області, між селами Бірче і Чуловичі. 
Площа 86 га. Статус присвоєно згідно з рішенням Львівської обласної ради від 20 березня 2018 року № 650. Перебуває у віданні: Великолюбінської селищної ради та ДП «Самбірське лісове господарство» (Комарнівське лісництво, кв. 3). 
Створено з метою з метою збереження цінних лісових та лучних екосистем та мережі гідрологічних об'єктів. Тут водяться махаон, подалірія, бджола-тесляр фіолетова, горностай, мідянка, нічниця ставкова та вечірниця мала, які занесені до Червоної книги України.

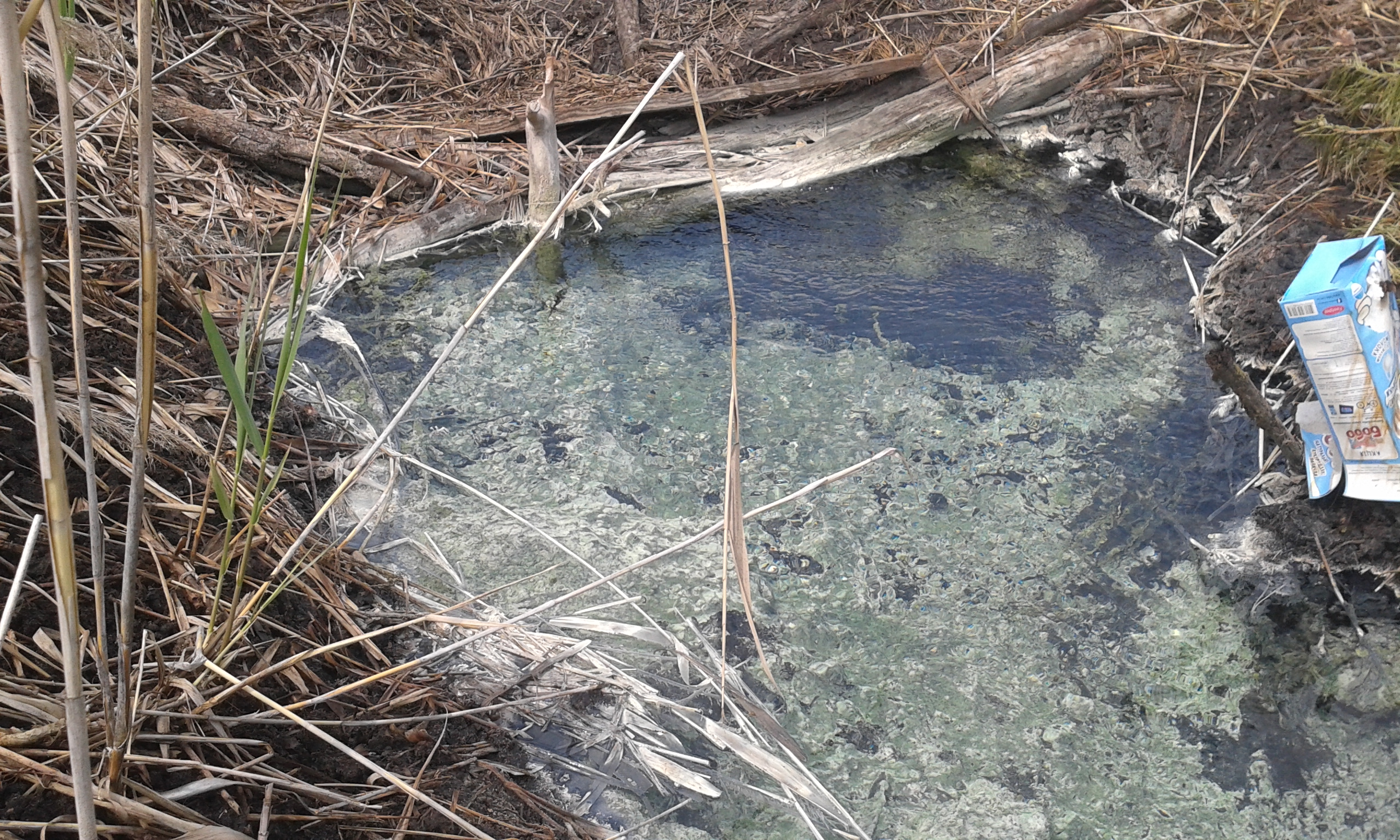
Потужне сірководневе джерело

### Сірководневі джерела
На території урочища є близько 10 унікальних лікувальних джерел. Властивості цих цілющих джерел (вода в них збагачена мінералами) відомі здавна. Із найдальших околиць краю з'їжджаються сюди люди, аби скуштувати цієї води. Всі ці джерела зливаються в одну водойму, з якої бере початок ліва притока Верещиці — річка Солониця. 
Унікальні джерела, якими живиться річка Солониця, мають карстове походження. Мінеральні води сірководневих джерел Солониці за показниками не мають аналогів. За результатами, здійсненого інститутом хімії та хімічних технологій НУ «Львівська політехніка» кандидат хімічних наук Ф. І. Цюпко стверджує, що вода із Солониці за хімічними складниками подібна до лікувальних вод Немирова й Великого Любеня.[джерело?]